# Federico IX de Zollern
Federico IX de Zollern (en alemán: Friedrich IX. von Zollern), apodado «Federico el Viejo» o «el conde/príncipe negro» (Schwarzgraf) (siglo XIV - fallecido en 1377/1 de marzo de 1379) fue un noble germano, conde de Zollern desde 1339 hasta su muerte, primero en solitario y luego conjuntamente con su hermano menor  Federico de Estrasburgo (1344-1365) y luego su sobrino Federico XI (1365-1377).

## Biografía
Federico era el segundo hijo del conde Federico VIII. Federico IX de Hohenzollern sucedió a su padre en 1333, conjuntamente con su hermano mayor Fritzli II. En 1339 al fallecer su hermano mayor Fritzli II gobernó solo como conde de Hohenzollern, siendo el primer príncipe de la Casa en llevar el nombre de Hohenzollern. Esta línea de Suabia no conoció el destino prestigioso de la rama mayor. Federico IX de Hohenzollern fundó la rama de Hohenzollern-Schwarzgraf, que se extinguió en 1412.
El 27 de julio de 1342 cerró un tratado de antigüedad agnaticia con la línea de Zollern-Schalksburg, por el que el mayor de los dos condes debía decidir quién sería el siguiente titular del feudo original de Zollern. Dado que Federico comandaba un poder militar mayor, se convirtió en capitán de la Liga del León, una importante organización de nobles de Suabia.
En 1344, este soberano dividió la herencia con su hermano menor  Federico de Estrasburgo (fallecido en 1365), el canónigo de Estrasburgo al que legó parte de su territorio. Federico IX fundó la línea del «Conde Negro», que terminó con la muerte de su hijo Federico X en 1412. En 1412, la línea de Estrasburgo fundada por su hermano heredó el condado; más tarde fueron elevados a príncipes de Hohenzollern.
En 1344, este soberano legó parte de su territorio a su hermano menor, el canónigo de Estrasburgo, Federico de Hohenzollern . Este último fundó la llamada línea de Estrasburgo.

## Matrimonio y problema
En 1341, Federico IX se casó con Adelaida de Hohenberg-Wildberg (fallecida después de 1385), hija del conde Burcardo V de Hohenberg-Wildenberg, con quien tuvo los siguientes hijos:
- Federico X, el más joven Conde Negro  (m. 1412), conde de Hohenzollern, casado con Ana de Hohenberg (fall. 1421);
- Adelaida (fall. 1415), casada con Johann de Stralenberg (fall. 1408);
- Federico "Domingo de Pascua" III (fall. 1407/10);
- Ana (fall. 1418), monja en Königsfeld;
- Sofía (fall. 1418), monja en Stetten.

## Genealogía
Federico IX de Hohenzollern pertenece a la cuarta rama (línea Hohenzollern-Hechingen) descendiente de la primera rama de la casa de Hohenzollern.
Esta cuarta línea pertenece a la rama suaba de la familia Hohenzollen, se extinguió en 1869 a la muerte de Federico Guillermo de Hohenzollern-Hechingen. Federico IX de Hohenzollern es el ascendiente de Miguel I de Rumania.